# Loreto Aprutino
Loreto Aprutino é uma comuna italiana da região dos Abruzos, província de Pescara, com cerca de 7.611 habitantes. Estende-se por uma área de 59 km², tendo uma densidade populacional de 129 hab/km². Faz fronteira com Catignano, Civitaquana, Civitella Casanova, Collecorvino, Moscufo, Penne, Pianella, Picciano.

## Demografia
| Variação demográfica do município entre 1861 e 2011                               |
|                                                                                   |
| Fonte: Istituto Nazionale di Statistica (ISTAT) - Elaboração gráfica da Wikipedia |